# Racomitrium alare
Racomitrium alare är en bladmossart som beskrevs av Jean Édouard Gabriel Narcisse Paris 1900. Racomitrium alare ingår i släktet raggmossor, och familjen Grimmiaceae. Inga underarter finns listade i Catalogue of Life.